# Бритос, Хулио Сесар
Ху́лио Се́сар Бри́тос Ва́скес (исп. Julio César Britos Vázquez; 18 мая 1926 года — 27 марта 1998 года) — уругвайский футболист, нападающий. Чемпион мира 1950.

## Карьера
Большую часть карьеры выступал за «Пеньяроль». Сыграл 12 матчей за сборную Уругвая и забил 6 мячей. Его дебют состоялся 2 декабря 1947 года в матче против Колумбии (2-0). Вместе со сборной Уругвая принял участие в чемпионате Южной Америки 1947 года, где провёл шесть из семи матчей сборной и забил 3 гола.
В конце 1940-х годов считался основным нападающим сборной Уругвая, однако постепенно был вытеснен из основы Гиджей. На чемпионате мира 1950 года был включен в заявку сборной, но так и не вышел на поле, однако стал чемпионом. В сезоне 1953—1954 выступал за мадридский «Реал» (3 матча, 2 гола в чемпионате Испании, а также 9 матчей и 6 голов в товарищеских турнирах).

## Достижения
- Чемпион мира (1): 1950
- Чемпион Уругвая (3): 1949, 1951, 1953
- Чемпион Испании (1): 1953/54